# Pero unfortunata
Pero unfortunata là một loài bướm đêm trong họ Geometridae.